# Siete maravillas de Rusia
Las siete maravillas de Rusia (del ruso: Семь чудес России) fue un concurso organizado por el diario  Izvestia, Radio Mayak, y el canal de televisión Rossiya 1 para elegir las siete maravillas del país. 
El concurso se desarrolló en tres etapas, desde el 1 de octubre de 2007 al 1 de junio de 2008. En una primera etapa se pudieron elegir libremente todas las maravillas y luego se seleccionaron 49 maravillas de los 7 distritos federales (7 maravillas por cada distrito federal); entre el 1 de febrero y el 1 de mayo de 2008 se celebró la segunda etapa, en la que se seleccionaron 14 finalistas; desde el 1 de mayo 1 hasta el 10 de junio tuvo lugar la super-final, en la que por votación secreta fueron seleccionadas las siete maravillas ganadoras, que fueron declaradas en la Plaza Roja de Moscú el 12 de junio de 2008.

## Siete maravillas de Rusia
| # | Nombre                               | Localización                             | Imagen |
| - | ------------------------------------ | ---------------------------------------- | ------ |
| 1 | Lago Baikal                          | Óblast de Irkutsk, República de Buriatia |        |
| 2 | Valle de los Géiseres                | Krai de Kamchatka                        |        |
| 3 | Mamayev Kurgan                       | Óblast de Volgogrado                     |        |
| 4 | Palacio Peterhof                     | San Petersburgo                          |        |
| 5 | Catedral de San Basilio              | Moscú                                    |        |
| 6 | Formaciones rocosas de Man-Pupu-Nior | República de Komi                        |        |
| 7 | Monte Elbrus                         | Kabardino-Balkaria, Karachay–Cherkessia  |        |

## Finalistas
| Nombre                          | Localización              | Imagen |
| ------------------------------- | ------------------------- | ------ |
| Vovnushki                       | Ingusetia                 |        |
| Monasterio de Kirilo-Belozersky | Óblast de Vologda         |        |
| Cueva de Kungur                 |                           |        |
| Kremlin de Nizhny Novgorod      | Óblast de Nizhny Novgorod |        |
| Zoo de Novosibirsk              | Óblast de Novosibirsk     |        |
| Reserva natural Stolby          | Krai de Krasnoyarsk       |        |
| Kremlin de Tobolsk              | Óblast de Tiumén          |        |

## Semifinalistas
| Nombre                                                             | Localización                               | Distrito                            | Imagen |
| ------------------------------------------------------------------ | ------------------------------------------ | ----------------------------------- | ------ |
| Bahía de Avacha                                                    | Krai de Kamchatka                          | Distrito Federal del Lejano Oriente |        |
| Mina de diamantes Mir                                              | República de Sajá (Yakutia)                | Distrito Federal del Lejano Oriente |        |
| Fortaleza de Vladivostok                                           | Krai de Primorie                           | Distrito Federal del Lejano Oriente |        |
| Callejón de las ballenas                                           | Chukotka                                   | Distrito Federal del Lejano Oriente |        |
| Volcán Kliuchevskói                                                | Krai de Kamchatka                          | Distrito Federal del Lejano Oriente |        |
| Polo del frío                                                      | República de Sajá (Yakutia)                | Distrito Federal del Lejano Oriente |        |
| Fúsil Kalashnikov y Museo de armas pequeñas de Mikhail Kalashnikov | República de Udmurtia                      | Distrito Federal del Volga          |        |
| Torre Siuyumbiké                                                   | Kremlin de Kazán, República de Tartaristán | Distrito Federal del Volga          |        |
| Montañas Shikhany                                                  | Bashkortostan                              | Distrito Federal del Volga          |        |
| Mezquita Qol-Şärif                                                 | Kremlin de Kazán, República de Tartaristán | Distrito Federal del Volga          |        |
| Monasterio Raifa                                                   | República de Tartaristán                   | Distrito Federal del Volga          |        |
| Museo del Hermitage                                                | San Petersburgo                            | Distrito Federal Noroeste           |        |
| Catedral de San Isaac                                              | San Petersburgo                            | Distrito Federal Noroeste           |        |
| Kizhi                                                              | Karelia                                    | Distrito Federal Noroeste           |        |
| Monumento a los Defensores del Ártico soviético                    | Óblast de Murmansk                         | Distrito Federal Noroeste           |        |
| Monte Beluja                                                       | Altái                                      | Distrito Federal de Siberia         |        |
| Pantanos de Vasiugán                                               | Óblast de Tomsk                            | Distrito Federal de Siberia         |        |
| Gran fuente                                                        | Krai de Transbaikalia                      | Distrito Federal de Siberia         |        |
| Datsan de Ivilginski                                               | Buriatia                                   | Distrito Federal de Siberia         |        |
| Arkaim                                                             | Óblast de Cheliábinsk                      | Distrito Federal de los Urales      |        |
| Museo de los decembristas                                          | Óblast de Tiumén                           | Distrito Federal de los Urales      |        |
| Embalse de Zyuratkul                                               | Óblast de Cheliábinsk                      | Distrito Federal de los Urales      |        |
| Torre inclinada de Nevyansk                                        | Óblast de Sverdlovsk                       | Distrito Federal de los Urales      |        |
| Monumento al teclado                                               | Óblast de Sverdlovsk                       | Distrito Federal de los Urales      |        |
| Río Yuribey                                                        | Distrito autónomo de Yamalia-Nenetsia      | Distrito Federal de los Urales      |        |
| Palacio de Bogoroditsky                                            | Óblast de Tula                             | Distrito Federal Central            |        |
| Universidad Estatal de Moscú                                       | Moscú                                      | Distrito Federal Central            |        |
| Pereslavl-Zaleski                                                  | Óblast de Yaroslavl                        | Distrito Federal Central            |        |
| Monasterio de la Trinidad y San Sergio                             | Óblast de Moscú                            | Distrito Federal Central            |        |
| Lago Seliger                                                       | Óblast de Novgorod Óblast de Tver          | Distrito Federal Central            |        |
| Kremlin de Smolensk                                                | Óblast de Smolensk                         | Distrito Federal Central            |        |
| Lago Baskunchak                                                    | Óblast de Astracán                         | Distrito Federal Sur                |        |
| Dombay-Ulgen                                                       | Karacháyevo-Cherkesia                      | Distrito Federal Sur                |        |
| Dólmenes del Cáucaso norte                                         |                                            | Distrito Federal Sur                |        |
| Gorge Tseyskoe                                                     | Osetia del Norte                           | Distrito Federal Sur                |        |